# ألكسندر يوفيتش
ألكسندر يوفيتش هو لاعب كرة قدم ومدرب كرة قدم صربي، ولد في 13 أبريل 1972 في بلغراد في صربيا. شارك مع منتخب صربيا والجبل الأسود لكرة القدم. أما مع النوادي، فقد لعب مع النجم الأحمر بلغراد وكارل زايس يينا وكيكرز أوفنباخ ونادي باوك ونادي تشوكاريتشكي ونادي فيرينتسفاروشي وهانزا روستوك وهبوعيل حيفا.

## وصلات خارجية
- ألكسندر يوفيتش على موقع قاعدة بيانات كرة القدم.إي يو (الإنجليزية)
- ألكسندر يوفيتش على موقع بيانات كرة القدم. دي إي (الألمانية)
- ألكسندر يوفيتش على موقع ناشيونال فوتبول تيمز (الإنجليزية)
- ألكسندر يوفيتش على موقع عالم كرة القدم.نت (الإنجليزية)